# Ulysses (schip, 2001)
De Ulysses is een cruiseferry die vaart tussen Dublin en Holyhead. Het was de grootste Roll on–Roll, RoPax of passagiersveerboot ter wereld, toen hij voor het eerst te water gelaten werd. De Ulysses is eigendom van de Irish Continental Group en vaart onder het bedrijf Irish Ferries. Het schip is gebouwd in 2001 in Finland en zijn naam werd hem toegekend na een publieke wedstrijd. In 2003 werd het schip hersteld in Southampton en in januari 2006 werd het schip overgeplaatst naar Dobson Fleet Management.

## Specificaties
| Totale lengte: 209,02m      | Bruto tonnage: 50938 t    |
| Breedte: 31,84m             | Netto tonnage: 15713 t    |
| Diepte vanaf hoofddek: 9,9m | Waterverplaatsing: 27425t |
| Diepgang: 6.4m              | Draagvermogen: 1072t      |
| Capaciteit: 1342 auto's     | Snelheid: 22 knopen       |
| Bemanning 125 personen      | IMO nummer 9214991        |

### Passagiersfaciliteiten
Het schip heeft 12 dekken met zitplaatsen voor 1938 passagiers. Als alternatief zijn er 117 tweepersoons of eenpersoons cabines die voor de accommodatie zorgen voor 228 passagiers.
Op verscheidene dekken bevinden zich niet alleen bars, maar ook lounges en restaurants waar de passagiers tijdens hun verblijf op het schip iets kunnen eten en/of drinken.
Ter ontspanning beschikt het schip over een bioscoopzaal en een speelhal met spelcomputers. De bemanning en de officieren hebben naast hun eigen cabine en lounge ook een gymzaal om fit te blijven.

### Vrachtfaciliteiten
Er zijn 4 dekken voorzien voor het opbergen van vracht. Voor het verplaatsen van auto's tussen de verscheidene dekken zijn er hellingbanen die zich vooraan en achteraan van de bakboordkant bevinden. De capaciteit van de Ulysses voor het vervoeren van auto's is ongeveer 4076 meter rijbaan verdeeld over 4 vaste dekken en 1 beweegbaar dek. Op deze dekken kunnen circa 1340 auto's of 240 vrachtwagens met aanhangwagen vervoerd worden.